# シークレット・チルドレン 禁じられた力
『シークレット・チルドレン 禁じられた力』（原題:One & Two）は2015年に公開されたアメリカ合衆国のファンタジー映画である。監督はアンドリュー・ドロス・パレルモ、主演はキーナン・シプカとティモシー・シャラメが務めた。

## ストーリー
ある地方の壁に囲まれた閉ざされた土地で、文明を忌避して生活するアーミッシュの一家が夫婦と子供２人の４人で暮らしていた。子供たち（兄のザックと妹のエヴァ）には、視界の範囲内で短距離を瞬間移動できる能力があり、2人はそれを使って夜中に家を抜けだし、草原などで遊んでいた。しかし父親のダニエルは、子供たちの特殊能力を自然の摂理に反するものとみなし、能力の使用を固く禁じていた。妻のエリザベスは、時折呼吸困難になるほどの発作を起こすことがあり、ダニエルは「エリザベスの病は子供たちが特殊能力を持っていることへの罰ではないか」と思い込んでいた。
ある夜、エヴァとザックはダニエルの言いつけに背いて外へ遊びに出るが、帰ったところをダニエルに見咎められてしまう。怒ったダニエルは、２人を壁に向かって立たせ、着ている服を壁に釘付けにするという罰を与えた。２人は数時間、貼り付けのままになっていたが、２人を見つけたエリザベスが助け、ダニエルと口論になってしまう。
ザックは力を使うことをやめる、とエヴァに伝えるがエヴァは納得しない。
翌日エヴァは巣から落下したひな鳥を見つけ、巣に戻すため手に持って瞬間移動するが、手の中でひな鳥が死んでしまったことに気が付く。
エヴァはその後も一人で家を抜け出していたが、ある夜エリザベスが発作を起こし、亡くなってしまう。妻の死をエヴァのせいだと思い込んだダニエルは、ザックをクローゼットに閉じ込め、帰ってきたエヴァを捕らえると、気絶させたままボートに乗せて川に流してしまう。ダニエルはエリザベスを森の中へ埋葬するが、その隣をエヴァの墓として、エヴァの服を埋める。
エヴァを乗せたボートは町の近くに漂着し、発見した人々に病院へと搬送される。しかしエヴァは文明社会と見知らぬ人々におびえ、病院を脱走してしまう。
ダニエルはザックをクローゼットから解放し「エヴァは亡くなった」と伝える。母とエヴァの墓の前で、ザックは絶望に打ちひしがれる。
病院を抜け出したエヴァが疲れて座り込んでいる所に、ホームレスの女性ジェイミーが声をかける。エヴァはジェイミーの仲間たちと共にひと時の安息を得るが、ホームレスを追い出しに来た警官から瞬間移動で逃げ出す。
街をさまよっていたエヴァは、保護施設で暮らす同年代の女の子ダニーと出会い、施設に誘われる。しばらく施設で暮らすが、ダニーの喧嘩を止めようとして反発され、その夜またも街に逃げ出してしまう。
ダニエルはある日の夕食時に、秘密にしていた過去の出来事を話し始めるが、ザックは怒りを爆発させ口論となり、ザックはダニエルとつかみ合ったまま、瞬間移動をする。移動の直後、ダニエルは謝罪を口にしながら倒れてしまう。父親の死が自分の力のせいであることを悟ったザックは悲嘆し、途方に暮れる。
エヴァは瞬間移動を繰り返しながら家を目指すが、土地を囲む壁に突き当たる。エヴァは壁の中への瞬間移動を試み、何とか無事成功し、森の中でザックと再会を果たす。母の墓に別れを告げたエヴァは「いい考えがある」と言い、２人は家に火を放つ。

## キャスト
- キーナン・シプカ - エヴァ
- ティモシー・シャラメ - ザック
- エリザベス・リーサー - エリザベス
- グラント・バウラー - ダニエル

## 製作
本作の主要撮影は2014年7月21日にノースカロライナ州で始まり、同年8月17日に終了した。9月、キーナン・シプカ、ティモシー・シャラメ、エリザベス・リーサー、グラント・バウラーら主要キャストが発表された。

## 公開
2015年2月9日、本作は第65回ベルリン国際映画祭でプレミア上映された。3月14日にはサウス・バイ・サウスウェストでの上映が行われた。5月12日、IFCミッドナイトが本作の全米配給権を購入したと報じられた。

## 評価
本作に対する批評家の評価は伸び悩んでいる。映画批評集積サイトのRotten Tomatoesには15件のレビューがあり、批評家支持率は47%、平均点は10点満点で5.5点となっている。また、Metacriticには8件のレビューがあり、加重平均値は47/100となっている。